# 5. Jagd-Division
La 5. Jagd-Division (5e division de chasse aérienne) a été l'une des principales divisions de la Luftwaffe allemande durant la Seconde Guerre mondiale.

## Création et différentes dénominations
Cette division a été formée en juin 1943 à Schleissheim à partir de la Jagdfliegerführer Süddeutschland. Le 15 septembre 1943, elle est renommée 7. Jagd-Division. La division est aussitôt reformée le 15 septembre 1943 à Paris (Jouy-en-Josas) à partir d'éléments de la Höherer Jagdfliegerführer West. Le 26 janvier 1945, elle est renommée 16. Flieger-Division.

## Commandement

Drapeau du commandant d'une division aérienne

| Début            | Fin               | Grade           | Nom                         |
| ---------------- | ----------------- | --------------- | --------------------------- |
| Juin 1943        | 15 septembre 1943 | Generalleutnant | Walter Schwabedissen        |
| Septembre 1943   | Novembre 1943     | Oberst          | Harry von Bülow-Bothkamp    |
| 11 novembre 1943 | 5 février 1944    | Generalleutnant | Joachim-Friedrich Huth (en) |
| Février 1944     | 26 janvier 1944   | Generalmajor    | Karl Hentschel              |

## Chef d'état-major
| Début          | Fin            | Grade     | Nom                    |
| -------------- | -------------- | --------- | ---------------------- |
| ?              | ?              | ?         | ?                      |
| ?              | 2 octobre 1943 | Hauptmann | Harald Moldenhauer     |
| 3 octobre 1944 | 1945           | Major     | Siegfried von Eschwege |

## Quartier général
Le quartier général se déplace suivant l'avancement du front.
| Début          | Fin            | Ville                       |
| -------------- | -------------- | --------------------------- |
| Juin 1943      | Septembre 1943 | Schleissheim près de Munich |
| Septembre 1943 | Août 1944      | Paris (Jouy-en-Josas)       |
| Août 1944      | Janvier 1945   | Karlsruhe-Durlach           |

## Rattachement
| Mai 1942 - Septembre 1943     |  | XII. Fliegerkorps       |
| Septembre 1943 - Octobre 1944 |  | II. Jagdkorps           |
| Octobre 1944 - Janvier 1945   |  | Luftwaffenkommando West |

## Unités subordonnées
- Jagdfliegerführer 5 : 15 septembre 1943 - 1er juillet 1944
- Luftnachrichten-Regiment 205
- Luftnachrichten-Regiment 215